# Horizont van ENCI

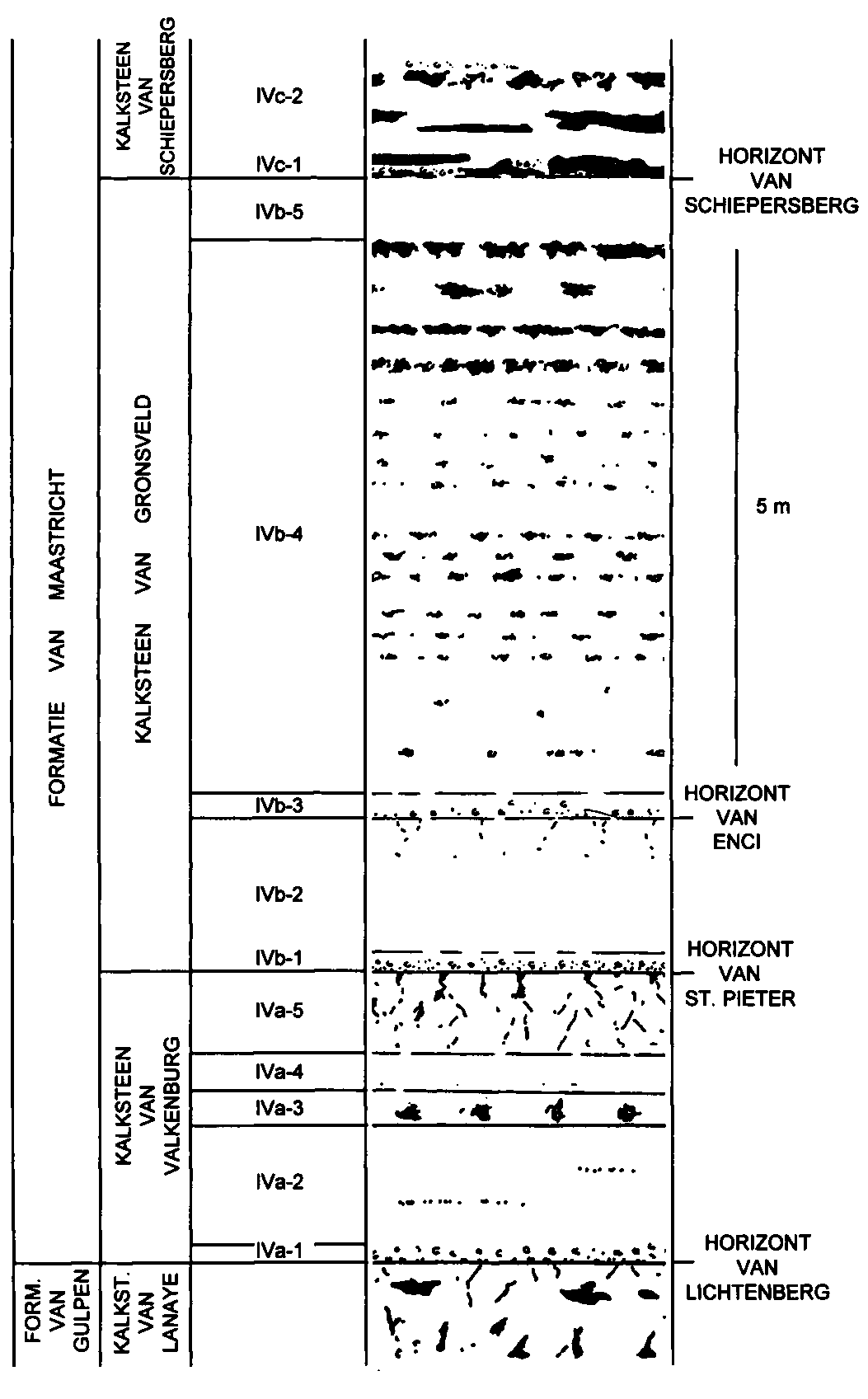
Lithologisch profiel van de Kalksteen van Gronsveld in de ENCI-groeve met daarin de Horizont van ENCI

De Horizont van ENCI is een dunne laag in de ondergrond van het zuidwesten van het Nederlandse Zuid-Limburg en aangrenzend België. De horizont is onderdeel van de Formatie van Maastricht en stamt uit het laatste deel van het Krijt (het Maastrichtien, ongeveer 68 miljoen jaar geleden).
De horizont is vernoemd naar de ENCI-groeve.

## Stratigrafie
De horizont ligt in de onderste helft van de Kalksteen van Gronsveld in het onderste deel van de Formatie van Maastricht.

## Gebied
De horizont is alleen aanwezig in het gebied waar de Kalksteen van Gronsveld in de Formatie van Maastricht voorkomt, zoals onder andere in de Sint-Pietersberg, waaronder te zien in het Geologisch monument Typelocatie Maastrichtien.

## Kalksteen
In de ENCI-groeve heeft het pakket van Kalksteen van Gronsveld een dikte van ongeveer 7,5 meter, waarbij de Horizont van ENCI op ongeveer 140 centimeter boven de basis van de kalksteen ligt.
De Kalksteen van Gronsveld heeft in de ENCI-groeve boven de Horizont van Sint Pieter een cyclus die aan de top begrensd is door de Horizont van ENCI. Deze cyclus komt het meest overeen met de onderste uit de Kalksteen van Valkenburg. Naar het zuiden ontwikkelde zich in deze cyclus de vuursteenlaag IVa-3.
Het kalksteenpakket tussen de Horizont van ENCI en de Horizont van Romontbos vertoont een zeer groot verschil van noord naar zuid. Wanneer men een lithologisch profiel, dat opgenomen is ten zuiden van het Albertkanaal, wil correleren met één dat opgenomen is in de ENCI-groeve dan sluit men op grote problemen. De Horizont van Schiepersberg is in de ENCI-groeve niet overal even duidelijk ontwikkeld. De Horizont van Romontbos is overal in de groeve te vinden en is gekenmerkt door een dunne fossielgruislaag. Het opzoeken van deze laatste horizont wordt vergemakkelijkt door de zeer karakteristieke vuursteenplaten en -pijpen in het basale deel van de Kalksteen van Emael.
Met uitzondering van de cyclus onder de Horizont van ENCI zijn de Kalksteen van Gronsveld en -Schiepersberg opgebouwd uit een circa 4 tot 5 meter dik pakket kleinschalige en lensvormige sedimentatiecycli. In de regel worden deze alleen duidelijk gemarkeerd door in lagen gerangschikte vuursteenknollen. Plaatselijk komen echter ook wel eens complete cycli voor.
Zuidelijk van het Albertkanaal zien we een heel andere profielopbouw. Boven de vuursteenlaag IVa-2, die samenhangt met de Horizont van Sint Pieter, volgt de vuursteenlaag IVa-3, die samenhangt met de Horizont van ENCI en daarboven volgt de vuursteenlaag IVa-4, die samenhangt met de Horizont van Romontbos. Dat we hier inderdaad te doen hebben met de Horizont van Romontbos is af te leiden langs twee wegen.